# Yamaha YZR

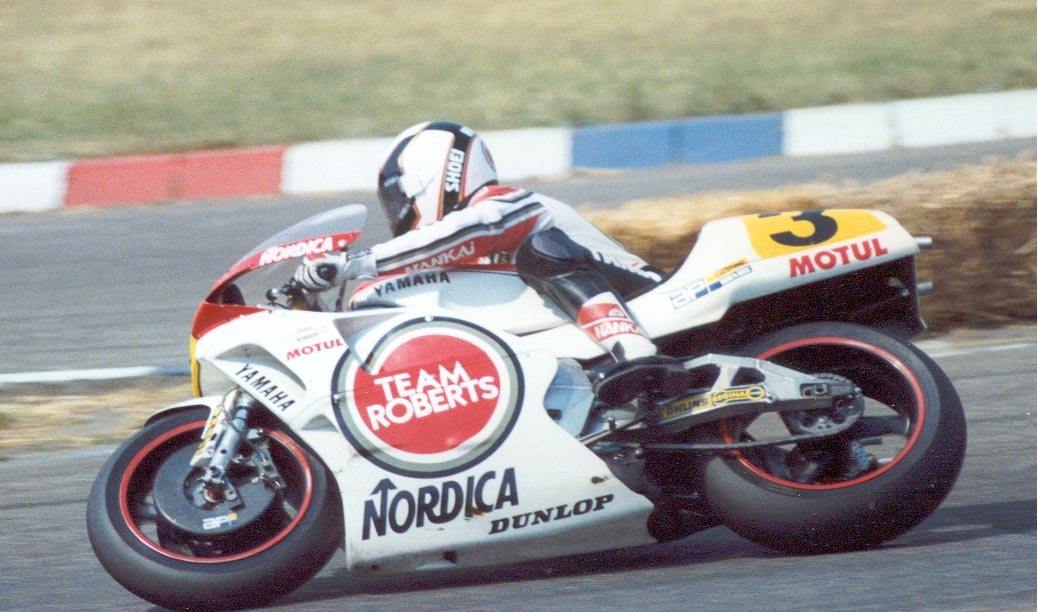
Wayne Rainey en 1989 à Hockenheim sur l'OWA8

L'YZR est un modèle de motocyclette du constructeur japonais Yamaha. L'YZR est le modèle spécialement étudié pour courir le championnat du monde de vitesse en catégorie 500 cm3 (2 temps) ainsi qu'en 800 cm3 et 1 000 cm3 (4 temps).

## Historique
Lancée en 1973, l'YZR a remporté de nombreuses courses aux mains de Giacomo Agostini (1975), Kenny Roberts (1978, 1979, 1980), Eddie Lawson (1984, 1986, 1988) et Wayne Rainey (1990, 1991, 1992).
Elle a connu de nombreuses modifications, jusqu'en 2002, année où elle laisse place à sa remplaçante à moteur quatre temps : l'OWM1.

## Chronologie
| Année | Modèle | Classement au championnat |
| ----- | --- | ------------------------- |
| 1973  | OW20 : 4 cylindres en ligne, 2 temps, refroidissement liquide, cadre chrome-molybdène. Première 500 cm3 d'usine à remporter la victoire pour sa première course le 22 avril sur le Circuit Paul-Ricard, avec Jarno Saarinen aux commandes. | 2e                        |
| 1974  | OW23 : Nouvelle suspension Monocross. | 1er                       |
| 1975  | OW26 : | 1er                       |
| 1976  | | 2e                        |
| 1977  | OW35 : Les modifications ont lieu sur les valves, le couple et les carburateurs. | 2e                        |
| 1977  | OW35K : Yamaha présente le système d'échappement Power Valve System (YPVS). Kenny Roberts gagne son premier championnat avec cette machine.                                                                                                | 2e                        |
| 1978  | OW35KN | 2e                        |
| 1979  | OW45 | 2e                        |
| 1980  | OW48 : Le cadre est en aluminium. | 2e                        |
| 1980  | OW48R : À la quatrième course de la saison, la moto reprend un cadre en acier. Le système d'échappement est différent. | 2e                        |
| 1981  | OW53 : Le système d'échappement de la OW48R est conservé, le cadre en aluminium est en tube de section carré. Dernier modèle à cylindres en ligne.                                                                                         | 2e                        |
| 1981  | OW54 : 4 cylindres en carré, distribution par disques rotatifs. | 2e                        |
| 1982  | OW60 | 2e                        |
| 1982  | OW61 : Le premier 4 cylindres en V ouvert à 70° dans cette catégorie. Nouvelle structure de cadre, jetant les bases du futur Deltabox, développé par l'ingénieur espagnol Antonio Cobas.                                                   | 2e                        |
| 1983  | OW70 : Introduction du cadre aluminium Deltabox étudié pour une roue avant de 17 pouces. | 2e                        |
| 1984  | OW76 : Eddie Lawson remporte le championnat du monde. | 1er                       |
| 1985  | OW81 : Le 4 cylindres en V est réétudié. | 2e                        |
| 1986  | OW81 : Le 4 cylindres en V est réétudié. | 1er                       |
| 1987  | OW86 : Amélioration de l'échappement et du refroidissement. | 1er                       |
| 1988  | OW98 : L'angle d'ouverture passe de 60 à 71°. Un nouvel échappement avec des tubulures passant sous le moteur et ressortant à droite de la moto exige un bras oscillant asymétrique. Eddie Lawson remporte le championnat du monde.        | 1er                       |
| 1989  | OWA8 : Introduction de la télémétrie. | 2e                        |
| 1990  | OWC1 : Wayne Rainey remporte le championnat du monde. | 1er                       |
| 1991  | OWD3 : Wayne Rainey remporte le championnat du monde. | 1er                       |
| 1992  | OWE0 : Après la mi-saison, Yamaha offre un calage de distribution « Big Bang ». Wayne Rainey remporte le championnat du monde. | 2e                        |
| 1993  | OWF2 : Un cadre en aluminium extrudé, conçu pour avoir une résistance supérieure à la torsion. Trop raide d'après Wayne Rainey, il le remplace à la 8e course par un cadre utilisé par le Team ROC.                                        | 1er                       |
| 1994  | OWF9 : Nouveau carénage et introduction du système ram-air. | 3e                        |
| 1995  | OWF9 : Nouveau carénage et introduction du système ram-air. | 3e                        |
| 1996  | OWJ1 : Nouvel alliage pour le moteur qui adopte une forme super-carré (alésage et course de 54 mm) et nouveau design pour le cadre. | 2e                        |
| 1997  | OWH0 : Le V est ouvert à 75° pour permettre le passage de la boîte à air. L'OWJ1 et l'OWH0 sont développées simultanément et utilisées à tour de rôle durant la saison.                                                                    | 2e                        |
| 1998  | OWK1 : Utilise de l'essence sans plomb. Les carburateurs Mikuni sont remplacés par des Keihin. Le V reprend une ouverture de 70° | 2e                        |
| 1999  | OWK1 : Utilise de l'essence sans plomb. Les carburateurs Mikuni sont remplacés par des Keihin. Le V reprend une ouverture de 70° | 2e                        |
| 2000  | OWK6 : Amélioration générale du moteur, du cadre, du refroidissement. | 1er                       |
| 2001  | OWL6 | 2e                        |
| 2002  | OWL9 : 28e et dernière version de l'YZR, courant en même temps que les nouvelles machines développées pour le MotoGP. OWM1 : première machine de MotoGP                                                                                    | 2e                        |
| 2003  | OWM1 | 7e                        |
| 2004  | OWP3 | 1er                       |
| 2005  | | 1er                       |
| 2006  | | 2e                        |
| 2007  | | 3e                        |
| 2008  | OWS5 | 1er                       |
| 2009  | | 1er                       |
| 2010  | OWS9 | 1er                       |
| 2011  | OWT1 | 2e                        |
| 2012  | | 1er                       |
| 2013  | | 2e                        |
| 2014  | | 2e                        |
| 2015  | | 1er                       |
| 2016  | | 2e                        |
| 2017  | | 2e                        |
| 2018  | | 3e                        |

## Galerie

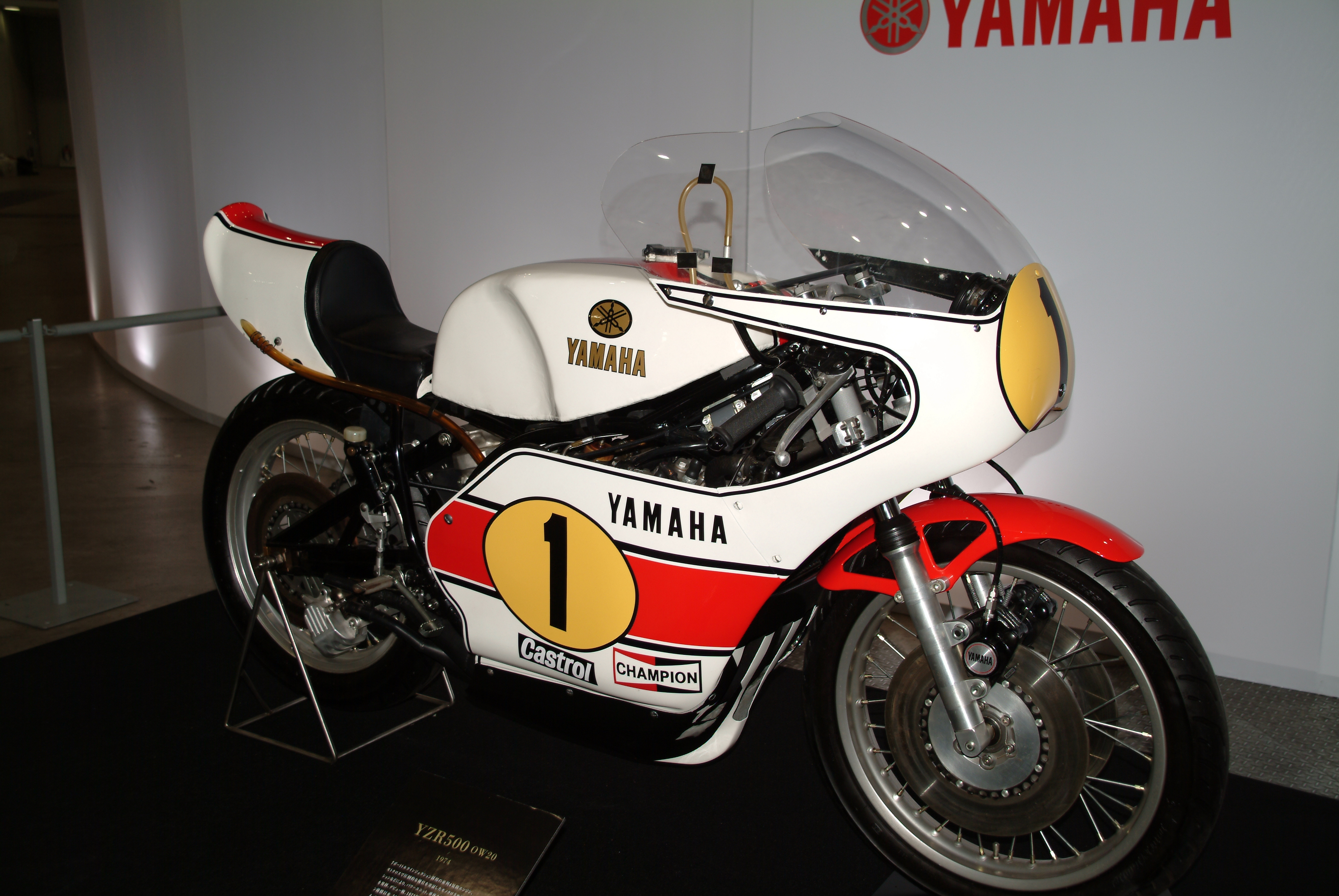
L'OW20, première de la lignée
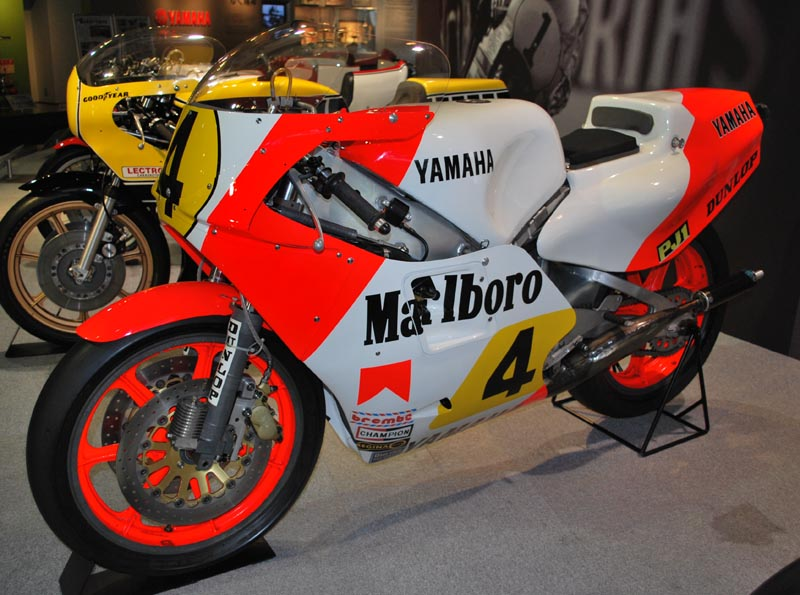
L'OW70 intègre le cadre en aluminium Deltabox
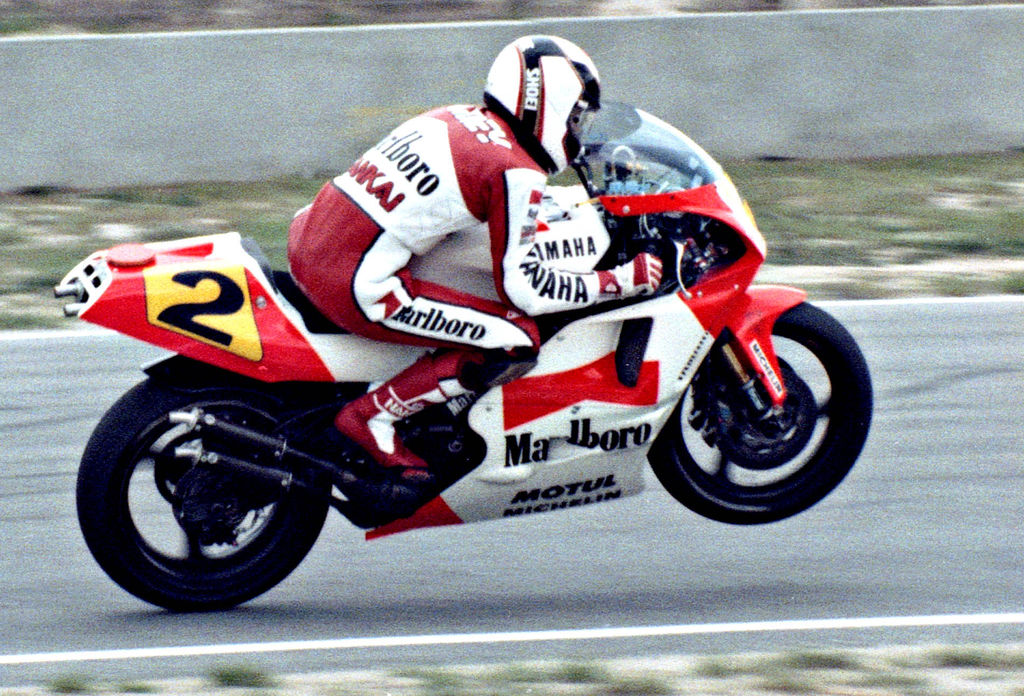
Wayne Rainey en 1990 à Laguna Seca sur l'OWC1
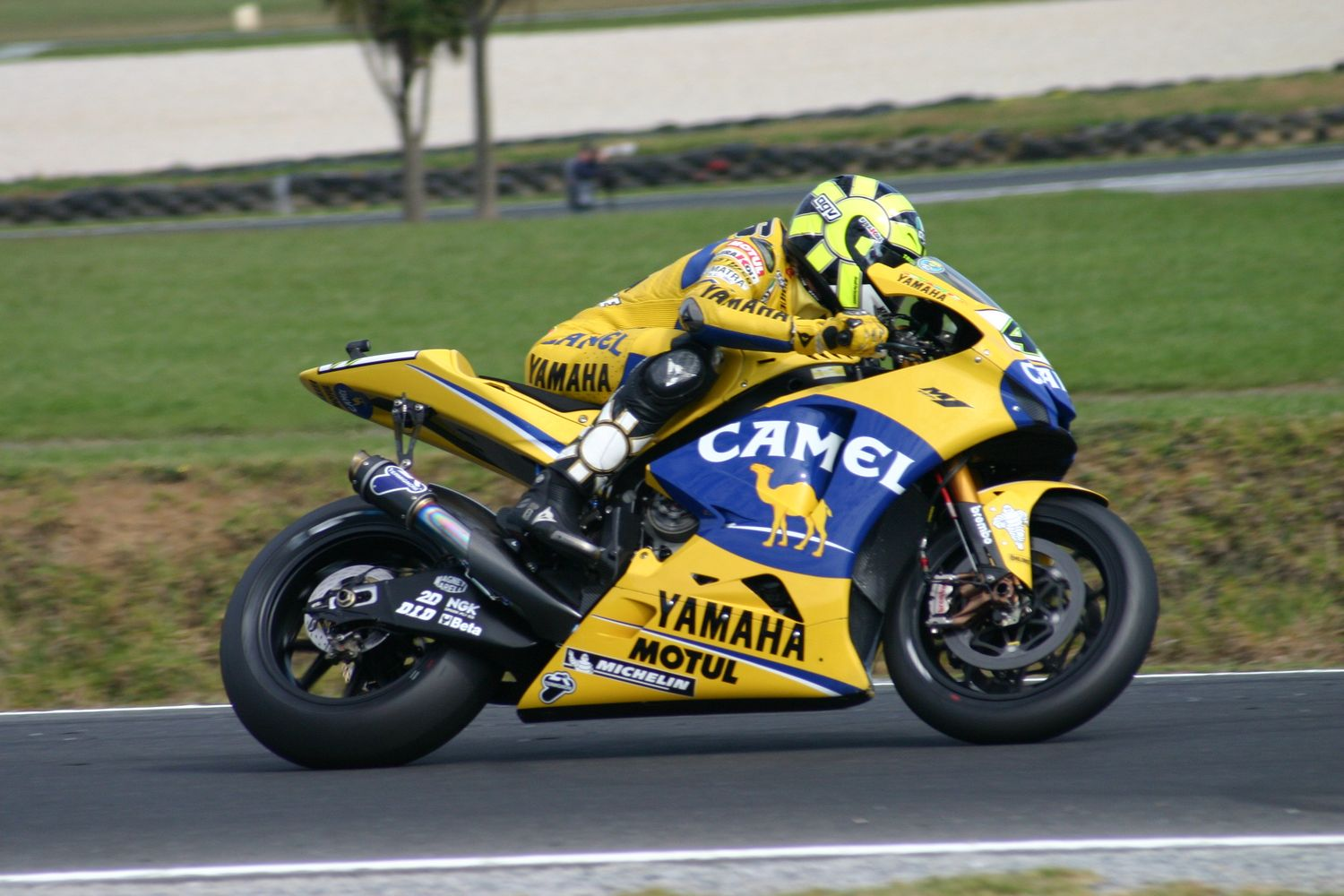
La M1 2006 et Valentino Rossi